# Nikitin-Schewtschenko IS-2
Die Nikitin-Schewtschenko IS-2 (russisch Никитин-Шевченко ИС-2) war ein Jagdflugzeug, das im Jahre 1941 in der Sowjetunion konstruiert wurde. Besonderes Merkmal dieses Flugzeugs war die Möglichkeit, es während des Fluges durch einen pneumatischen Mechanismus von einem Doppeldecker in einen Eindecker zu verwandeln. Dieses als Istrebitel Skladnoi bezeichnete Grundkonzept geht auf Wladimir Wassiljewitsch Schewtschenko zurück.
Der Typ IS-2 wurde später zur Nikitin-Schewtschenko IS-4 weiterentwickelt.

## Geschichte
Der Typ geht zurück auf die Konstruktion Nikitin-Schewtschenko IS-1 von 1940, in dem die Grundidee der veränderbaren Flügelkonfiguration bereits erfolgreich umgesetzt worden war, und unterschied sich von diesem im Wesentlichen durch den Einbau eines stärkeren 14-Zylinder-Sternmotors Schwezow M-88 mit 1100 PS Leistung. Da dieser eine etwas größere Länge aufwies, erhielt der Vorderteil des Bugs eine neue Form, die insgesamt aerodynamischer war. Zudem wurde das Seitenleitwerk ein wenig verkleinert und nunmehr unbenötigte stabilisierende Elemente entfernt. Ein weiterer wichtiger Unterschied zur IS-1 war, dass das Fahrwerk und die unteren Tragflächen nunmehr gleichzeitig eingezogen werden konnten, was beim Vorgängertyp noch nicht der Fall war. Dies zeigt, dass die untere Zusatztragfläche in der Tat nur dazu gedacht war, die Flugeigenschaften bei Start und Landung zu beeinflussen. Ferner wurden noch zwei der vier in der IS-1 eingebauten SchKAS-MG durch großkalibrige Beresin UBS ersetzt.
Der neue, nunmehr als IS-2 bezeichnete Prototyp flog erst zu Anfang des Jahres 1941. Bis zum Einmarsch der deutschen Wehrmacht in die Sowjetunion wurden lediglich vier Testflüge durchgeführt. Dabei zeigte sich erneut, dass der pneumatische Mechanismus zur Änderung der Flügel funktionierte. Das Flugzeug blieb aber – wie schon der Vorgängertyp IS-1 – leistungsmäßig hinter den Erwartungen zurück. Dies betraf vor allem die Höchstgeschwindigkeit, die mit 507 km/h deutlich unter der moderner Eindecker wie der Messerschmitt Bf 109 lag. Die IS-2 gelangte daher nicht in die Serienfertigung. Stattdessen wurden weitere Überarbeitungen beschlossen.

## Weiterentwicklung
Über die Existenz eines Typs IS-3 ist nichts bekannt. Wahrscheinlich handelte es sich lediglich um ein Reißbrett-Projekt.
Einige Publikationen behaupten, dass Ende 1941 oder Anfang 1942 noch ein IS-4-Prototyp gebaut worden sei. Es ist bis heute aber keine Fotografie aufgetaucht, welche dies bestätigen würde. Die IS-4 soll von einem 1400 PS leistenden V-Motor Mikulin AM-37 angetrieben worden sein. Dabei soll es sich nur um eine Übergangslösung gehandelt haben, denn ursprünglich sollte ein noch stärkerer Klimow M-120 für den Einbau geplant worden sein, der allerdings damals noch nicht verfügbar war. Für letztere Version wurde angeblich eine Höchstgeschwindigkeit von 720 km/h in der Eindecker-Konfiguration erwartet. Über die Leistungen der IS-4 mit dem Mikulin-Motor wird nicht viel konkretes genannt. In Doppeldecker-Konfiguration soll der Typ eine Höchstgeschwindigkeit von 436 km/h erreicht haben, wobei die minimale Landegeschwindigkeit bei 107 km/h gelegen haben soll (also sogar unter der der Vorgängermuster).
Obwohl es mit der IS-4 offenbar möglich war, trotz der unkonventionellen Flügelarchitektur Leistungen zu erreichen, die denen moderner Jagd-Tiefdecker entsprachen, wurden die weiteren Entwicklungsarbeiten am Istrebitel' Skladnoi im Laufe des Jahrs 1942 endgültig aufgegeben und das damit beauftragte Konstruktionsteam aufgelöst. Als Gründe dafür werden der verhältnismäßig hohe Produktions- und Wartungsaufwand des komplizierten pneumatischen Mechanismus vermutet und die Tatsache, dass die Start- und Landeverkürzung bei Eindeckern mittlerweile auch anderweitig (z. B. durch spezielle Klappen) erreicht werden konnte.

## Technische Daten
| Kenngröße             | Daten                                                                                 |
| --------------------- | ------------------------------------------------------------------------------------- |
| Besatzung             | 1                                                                                     |
| Passagiere            |                                                                                       |
| Länge                 | 7,37 m bzw. 7,10 m (je nach Quelle)                                                   |
| Spannweite            | 8,60 m (obere Tragfläche) 7,62 (untere Tragfläche)                                    |
| Höhe                  |                                                                                       |
| Flügelfläche          | 20,8 m² (beide Tragflächen) bzw. 13,0 m² (untere Tragfläche eingeklappt)              |
| Flügelstreckung       |                                                                                       |
| Leermasse             |                                                                                       |
| Startmasse            | 2810 kg                                                                               |
| Höchstgeschwindigkeit | 507 km/h in Eindecker-Konfiguration 468 km/h auf Bodenhöhe in Eindecker-Konfiguration |
| Dienstgipfelhöhe      | 11.000 m                                                                              |
| Reichweite            | 1,2 Flugstunden, ca. 600 km                                                           |
| Triebwerke            | ein 14-Zylinder-Sternmotor Schwezow M-88; 1100 PS                                     |
| Bewaffnung            | zwei 7,62-mm-MG SchKAS und zwei schwere 12,7-mm-MG Beresin UBS                        |